# Dreibergen (Bützow)
Dreibergen ist eine Siedlung in der Stadt Bützow im Landkreis Rostock in Mecklenburg-Vorpommern.

## Geschichte, Geografie und Verkehrsanbindung
Bis nach 1900 war Dreibergen (bei Bützow) eine selbständige Gemeinde im Domanialamt Bützow in Mecklenburg-Schwerin. In welchem Jahr die Eingemeindung nach Bützow erfolgte, ist nicht bekannt.
Der Name der Siedlung Dreibergen bezieht sich auf drei, nahe beieinander liegende Hügel. (40–50 Fuß über dem Wasserspiegel des Bützower Sees).
Dreibergen liegt westlich der Kernstadt Bützow an den Landesstraßen L 11 und L 14. Die Warnow fließt unweit östlich. Südwestlich erstreckt sich das 250 ha große Landschaftsschutzgebiet Rühner See und Rühner Laden mit dem etwa 99 ha großen Rühner See. Nordöstlich liegt der 98 ha große Bützower See.

## Sehenswürdigkeiten
Für Dreibergen sind sechzehn Baudenkmale  aufgeführt.

### Friedhof Bützow
Der Friedhof Bützow ist seit dem Jahr 1808 die zentrale Begräbnisstätte der Stadt.
- Friedhofskapelle Bützow
- Zwei Familienmausoleen. Die Gruften sind im neogotischen und klassizistischen Stil erbaut und stehen unter Denkmalschutz.
- Jüdischer Friedhof Bützow
- Ehrenfriedhof Bützow

### Justizvollzugsanstalt
Justizvollzugsanstalt Bützow, erbaut 1835, mit:
- Kernbau (Haus 12)
- Westmauer
- Ostmauer
- ”Weiberhaus”
- altes Wirtschaftsgebäude (Haus 3) sowie den funktional zugehörigen Wohnbauten mit Stall

### Wasserturm
erbaut 1914–1916

### Pumpenhaus
erbaut 1914–1916

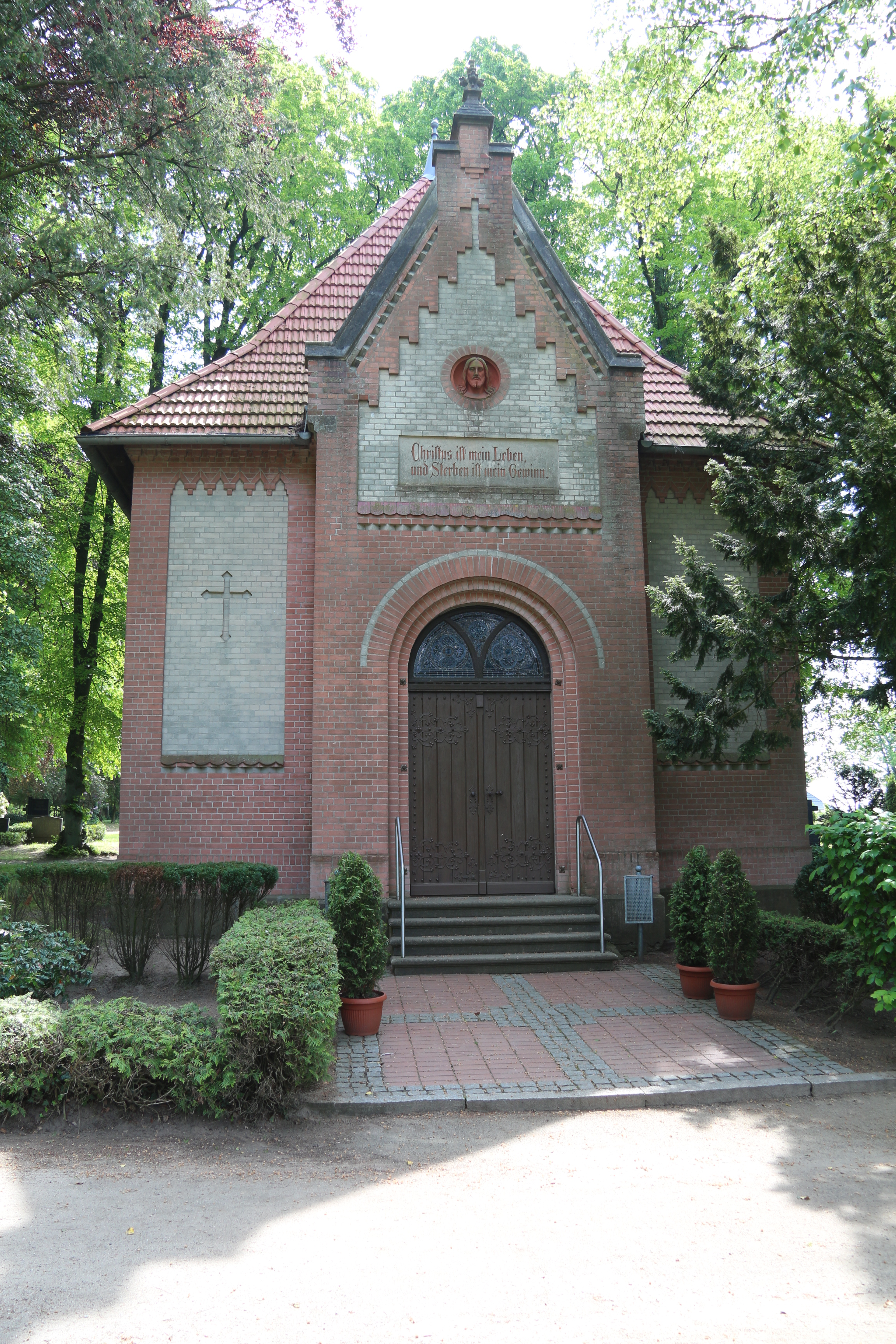
Friedhofskapelle Bützow
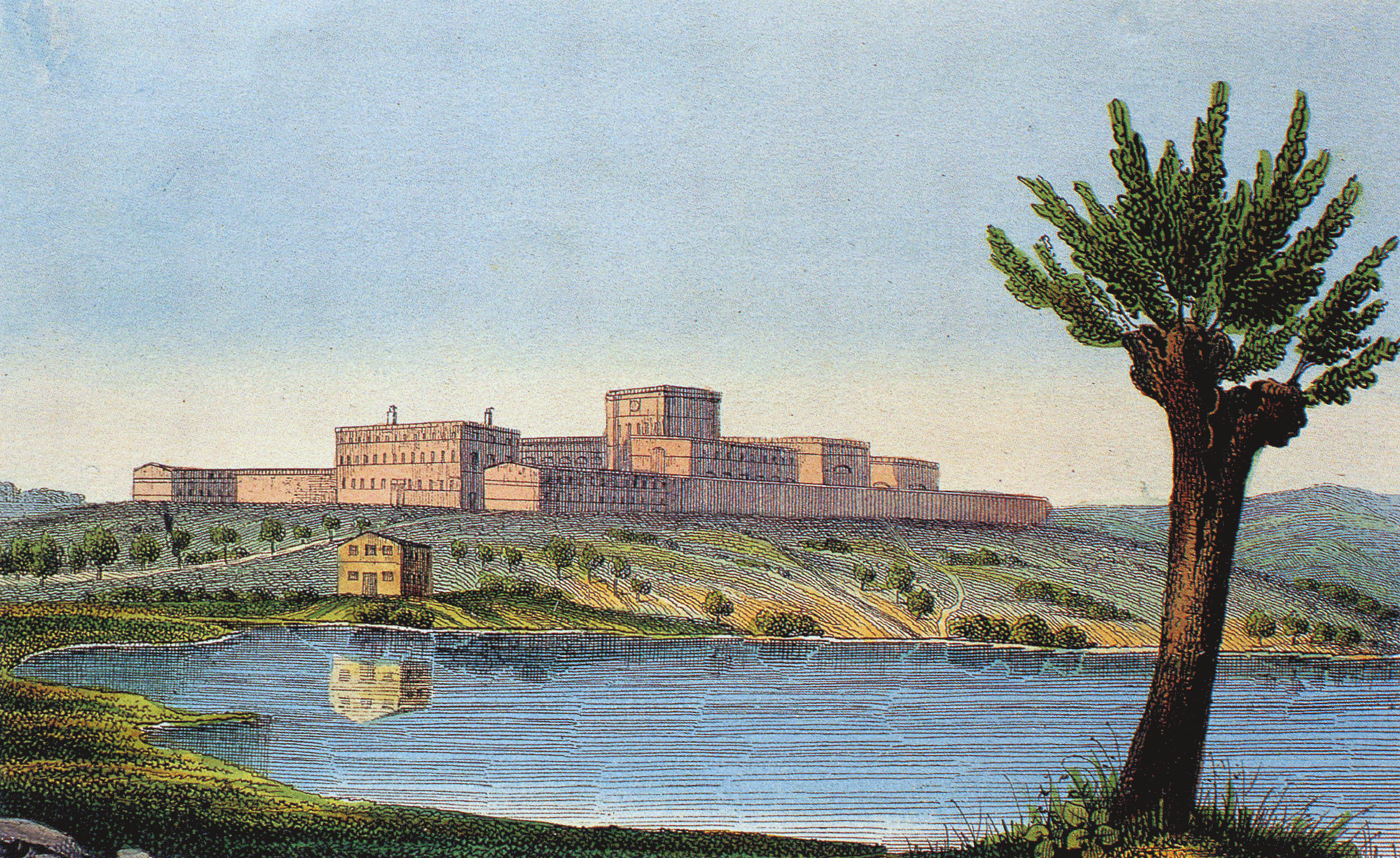
Landesstrafanstalt zu Dreibergen um 1845 (Gemälde von G.C.F.Lisch)
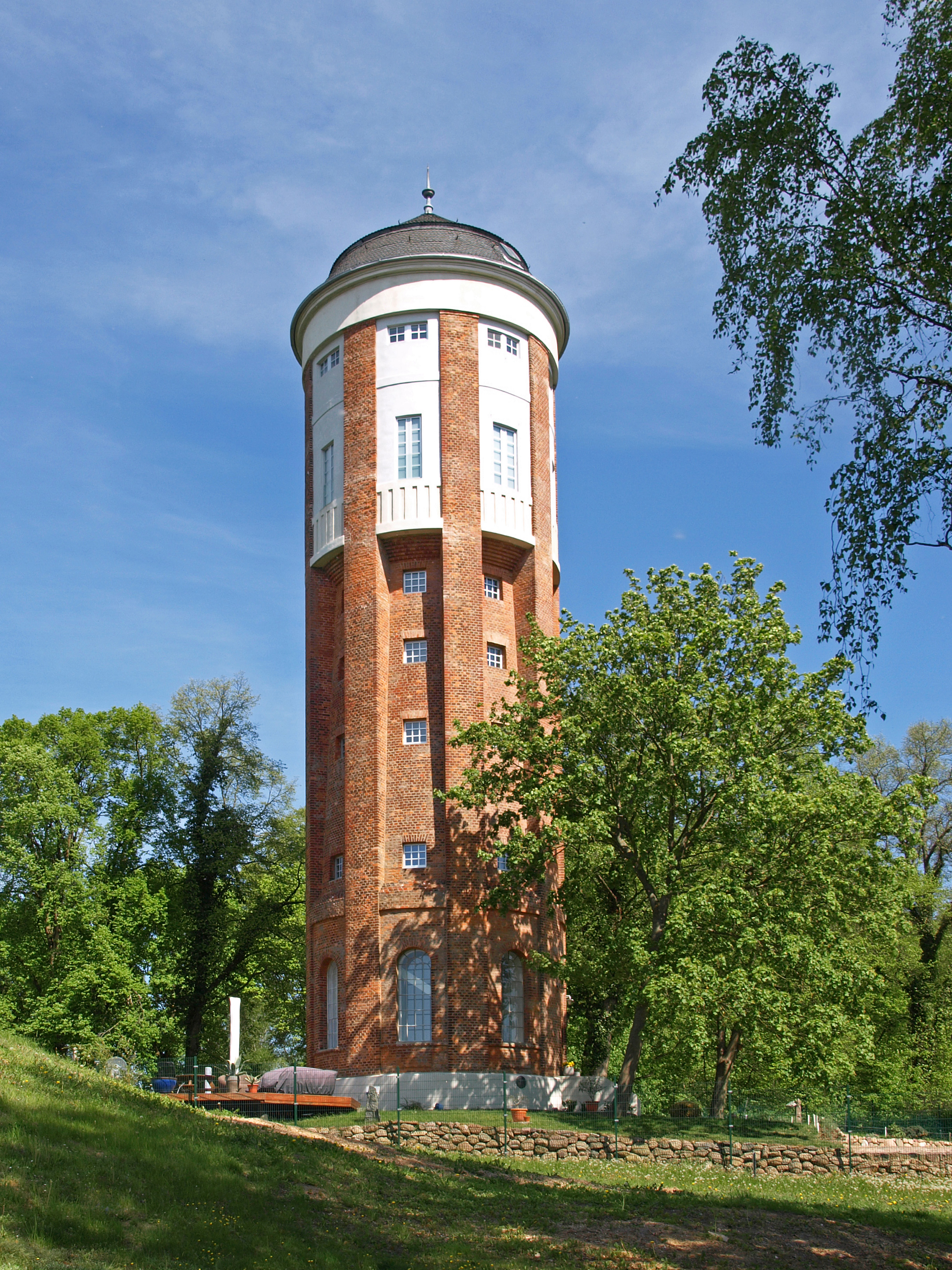
Wasserturm

## Persönlichkeiten
- Friedrich von Wick (I., 1802–1875), deutscher Jurist und Verwaltungsbeamter
- Friedrich von Wick (II., 1844–1914), deutscher Offizier
- Friedrich von Wick (III., 1886–1973), deutscher Verwaltungsbeamter, Amtshauptmann in Waren (Müritz)